# Style Wars
Style Wars är en tidig dokumentärfilm om hiphopkultur, skapad av Tony Silver och Henry Chalfant i New York år 1983. Filmen fokuserar på graffiti, men även breakdancing och rap finns med i mindre omfattning. Filmen visades i Sverige för första gången på SVT, 21 september 1984, under namnet "Konst På Stickspår". Filmen har efteråt visats på flera filmfestivaler med mycket bra recensioner, bland annat i Vancouver. En digitalt remastrad DVD med extra material och intervjuer släpptes 21 april 2003, 20 år efter filmpremiären.
Filmen anses tillsammans med spelfilmen Beat Street och böckerna Spraycan Art och Subway Art  vara en av de orsaker till att graffiti spreds så snabbt över stora delar av världen i mitten av 1980-talet.

## Medverkande artister
Demon, Se3, Spank, Dez, Skeme, Ces 157, Min, Iz the Wiz, Quik, Sach, Dondi, Seen, Dust, Zephyr, Revolt, Wasp 1, Noc, Kase, D-5, Trap, Butch, Zone, Kid 167, Cap, Shy 147, Lil' Seen, Mare, Daze, Crash, Paze, Cey, Futura, Fred, Duro.

## Musik
- "8th Wonder" av The Sugarhill Gang
- "The Message" av Grandmaster Flash
- "Beat Bop" av Rammellzee
- "Pump Me Up" av Trouble Funk
- "Rockin' It" av Fearless Four